# Дрісський укріплений табір
Дрісський укріплений табір був влаштований перед початком війни 1812 року на лівому березі в закруті Західної Двіни, між містечком Дрісса (нині Верхньодвинськ) і селом Шатрово. За планом генерала Пфуля армія Барклая-де-Толлі, спираючись на цей табір, повинна була утримувати ворога з фронту після відступу від кордону імперії. Вихідний план Пфуль виявився неспроможним через погану якість оборонної позиції і величезного переваги сил Наполеона.

## Опис
Табір був розташований в закруті річки, на галявині, частково оточеної болотами. Своїм тилом табір був звернений до річки, через яку планувалося направити сім мостів на випадок відступу. З фронту табір був прикритий кількома лініями укріплень:
1. ряд окопів для стрільців;
2. в 50-100 кроках позаду них другий ряд укріплень для артилерійських батарей і окремих батальйонів для прикриття батарей;
3. позаду них наступний ряд укріплень, резервна позиція;
4. поблизу від річки в центрі редут для прикриття відступу.

Ідея Пфуля полягала в тому, що при атаці французів з фронту, вони були б розгромлені. Однак, з іншого боку річки захистити табір було неможливо через відсутність відповідних опорних пунктів оборони, а Двіна в цьому місці була настільки мілкою, що французи могли переправитися через річку вбрід і атакувати табір з тилу. Місцевість всередині табору була дуже пересіченою і ускладнювала маневр оборони, а ліс на флангах дозволяв французам приховано розгорнути війська.
Положення табору далеко від великих доріг обмежувало маневреність 1-ї армії, і значна чисельна перевага Наполеона дозволяла йому розгромити 1-ю та 2-ю армії окремо.

## Використання табору
1-я армія в ході відступу увійшла в табір 27 червня (9 липня) 1812 року. 1 (13) липня в Дріссу прибув імператор Олександр I. На військовій раді в Дріссі в той же день, всього лише через 5 днів після зайняття табору, було прийнято рішення табір залишити і на наступний день війська 1-ї армії стали відходити до Вітебська і далі, щоб встигнути з'єднатися з 2-ю Західною армією князя Багратіона. Корпус Вітгенштейна було виділено для прикриття Петербурга.
Клаузевіц, який брав участь в підготовці табору до оборони, зазначає:
|  | Якби росіяни самі добровільно не покинули цієї позиції, то вони виявилися б атакованими з тилу, і байдуже, було б їх 90 000 або 120 000 чоловік, вони були б загнані в півколо окопів і примушені до капітуляції. |

## Дрісський табір в літературі
Обговорення Дрісського табору на військовій раді описано Л. Н. Толстим в романі «Війна і мир» (том третій, частина I, глави X—XI).